# Ebenopsis caesalpinioides
Ebenopsis caesalpinioides är en ärtväxtart som först beskrevs av Paul Carpenter Standley, och fick sitt nu gällande namn av Nathaniel Lord Britton och Joseph Nelson Rose. Ebenopsis caesalpinioides ingår i släktet Ebenopsis och familjen ärtväxter. Inga underarter finns listade i Catalogue of Life.